# السلوك التلقائي
السلوك التلقائي، او التلقائية (بالإنجليزية: Automatism)‏ المأخوذ من الكلمة اليونانية الأوتوماتية أو التصرف الذاتي، هو الإنتاج التلقائي لسلوك لفظي أو حركي عديم الهدف في كثير من الأحيان دون ضبط النفس الواعي أو الرقابة الذاتية. يمكن ملاحظة هذه الحالة في مجموعة متنوعة من السياقات، بما في ذلك الفصام، والشرود النفسي، والصرع (في النوبات الجزئية المعقدة ونوبات جاكسون)، والخدار أو استجابة لحدث صادم. لا يتذكر الفرد السلوك، وفقًا لكتاب آلة العقل لكولين بلاكمور، عادةً ما يؤدي نقص السكر في الدم إلى فقدان الوعي بسرعة، ولكن مع انخفاض مستوى الجلوكوز في الدم، هناك "نافذة من الخبرة بين العقل والغيبوبة يفقد فيها ضبط النفس والجسم". «يتصرف من تلقاء نفسه».
يمكن أيضًا عرض السلوك التلقائي أثناء وجوده في حالة نوم حركة العين السريعة- يمكن للأشخاص إجراء محادثات والجلوس وحتى فتح أعينهم و تعتبر هذه الأفعال غير واعية لأنه في معظم الأوقات لا يمكن للأشخاص تذكر الأحداث. هو الأكثر شيوعًا عندما ينام الشخص أقل من 10 ساعات خلال فترة 36 ساعة.[بحاجة لمصدر]